# Danny K (album)
A Danny K a dél-afrikai énekes Danny K első, debütáló nagylemeze. 2001. június 24-én került elsőként a lemezboltok polcaira. A lemezt a Gallo Record Company adta ki.

## Dallista
1. You Don't Know My Name
2. Getting Down
3. Hurts So Bad
4. Bull$*@!
5. Cheatin
6. My Destiny
7. Too Young (To Hurt So Bad)
8. Senorita
9. So Many Ways Feat. TK
10. Boom Boom
11. On My Own
12. Where The Wind Goes
13. I'm Yours Tonight
14. Getting Feat. Speedy & Loyiso